# لامبورغيني أفينتادور
السيارة لامبورغيني أفينتادور (بالإنجليزية: Lamborghini Aventador) هي احدث سيارة رياضية سوبر من إنتاج الشركة العريقة لامبورغيني ومقرها إيطاليا واحد السيارات الرياضية المنتظر لها ان تحقق نجاحا هائلا في اوساط السيارات الرياضية في أوروبا وجائت لتحل محل السيارة مورسيلاجو الشهيرة. تم إطلاق السيارة أفينتادور في معرض جينيف الدولى للسيارات في 1 مارس 2011. زودت هذه السيارة بمحرك جديد سعة 6.5 لتر مكون من 12 اسطوانة V12 وهو محرك جديد، يولد قوة قدرها 691 حصان (515 كيلو واط). صمم هذه السيارة فيليببو بيرينى من مركز لامبورغيني سينترو ستيل تحت اشراف رئيس مصممى لامبورغيني مانفريد فيتزجيرالد.
تم تجهيز السيارة لتحقق أداء عالى جدا يتمثل في الوصول من الثبات إلى سرعة 100 كم\الساعة خلال 2.8 ثانية مع سرعة قصوى قدرها 350 كم\الساعة أو 217 ميل\الساعة. وقد قالت شركة لامبورغيني ان السيارة افينتادور تسبق أي سيارة أخرى بمعدل جيلين كاملين، مستخدمة تعليق مماثل للموجود في سيارات سباقات الفورمولا 1 وجسم مصنوع من ألياف الكربون.
اسم السيارة جاء من عشق لامبورغيني لرياضة مصارعة الثيران. في هذه الحالة، سميت السيارة بهذا الاسم نسبة إلى ثور إسباني مصارع تمت تربيته في مزارع الدون سيليستينو كوادرى فيديس. هذا الثور الذي كان يحمل رقم 32 مختوما على جانبه، ذاعت شهرته في مدينة سرقسطة، إسبانيا عام 1993 بعد معركة دموية عنيفة مع مصارع ثيران مما جعله ينال لقب Trofeo de la Peña La Madroñera من اجل شجاعته خلال تلك الجولة.
سوف يتم تصنيع 4000 وحدة من لامبورغيني افينتادور تم الانتهاء من 8 سيارات إلى الآن. وهو عدد يقل عن عدد النسخ التي صنعتها الشركة من شقيقتها مورسيلاجو 99 سيارة، فقد وصل عدد موديلات مورسيلاجو حتى عام 2010 إلى 4099 سيارة.

## التاريخ
تم إطلاق السيارة في 28 فبراير 2011 في معرض جنيف للسيارات، بعد خمسة أشهر من الكشف الأولي عنها في سانت أجاتا بولونيز (Sant'Agata Bolognese)، وقد تم تصميم السيارة التي تحمل الاسم الرمزي داخليًا أل بي 834، لتحل محل مورسيلاغو التي كان عمرها عقدًا من الزمن كنموذج رئيسي جديد.
بعد فترة وجيزة من إزاحة الستار عن أفينتادور أعلنت لامبورغيني أنها باعت 12 سيارة، وذلك مع بدء عمليات التسليم في النصف الثاني من عام 2011. بحلول مارس 2016 كانت لامبورغيني قد بنت 5000 أفينتادور في غضون خمس سنوات.

## نماذج السيارة

### أفينتادور أل بي 700-4 رودستر (2013-2016)
(2013-2016) تم الإعلان عن إنتاج Aventador LP700-4 Roadster في 27 ديسمبر 2012. مزودة بمحرك V12 مثل إصدار الكوبيه، تستطيع Lamborchini المحار أن تتسارع من 0-97 كم / ساعة (0-60 ميل في الساعة)  في 2.9 ثانية وستصل إلى سرعة قصوى تبلغ 217 ميلاً في الساعة (349 كم / ساعة).  يتكون السقف القابل للإزالة من لوحين من ألياف الكربون، تزن كل منهما 6 كجم (13 إيبًا)، والتي تتطلب تقوية العمود الخلفي باللون الأحمر للتوافق مع فقدان السلامة الهيكلية وكذلك لاستيعاب أنظمة الحماية من الانقلاب والتهوية للمحرك  الألواح قابلة للإزالة بسهولة ويتم تخزينها في مقصورة الأمتعة الأمامية.  تتميز سيارة Aventador Roadster بتصميم غطاء محرك أحادي اللون وعاكس للرياح قابل للكسر لتحسين تدفق المقصورة بسرعات عالية للغاية بالإضافة إلى تشطيب أسود لامع على A Pil ars ورأس الزجاج الأمامي وألواح السقف ومنطقة النافذة الخلفية.  مع وزن لوتال يبلغ 1.625 كجم (3583 رطل)، يكون أثقل 50 كجم (110 رطل) فقط من الكوبيه (ويتشت السقف، بالإضافة إلى التقوية الإضافية في العتبات و 4-

### أفينتادور سوبرفيلوس أل بي 750-4 (2015-2017)
Aventador SuperVeloce LP750-4 (2015-2017) تم الإعلان عن لامبورغيني أفينتادور سوبرفيلوس LP750-4 في معرض جنيف للسيارات 2015، وهي تتميز بمجموعة نقل حركة مطورة، مع زيادة إنتاج الطاقة القصوى إلى 750 حصانًا (552 كيلوواط، 740 حصان) من سيارات الكوبيه القياسية  700 حصان (515 كيلوواط، 690 ليب).  إلى جانب تقليل الوزن بمقدار 50 كجم (110 رطل) من الاستخدام المتزايد لألياف الكربون داخل السيارة وخارجها، تتمتع SVLP750 4 بنسبة قوة إلى وزن تبلغ 1 حصان إلى 2 كجم وتخشى السيارة أيضًا تحسين ديناميكيات الهواء، مع زيادة القوة السفلية بمقدار  180٪ مقارنة بطراز أفينتادور كوبيه القياسي.  ترقيات الديناميكية الهوائية الملحوظة هي الفاصل الأمامي المنقح والناشر الخلفي جنبًا إلى جنب مع الجناح الخلفي الثابت CFRP.  تمت ترقية ديناميكيات القيادة في السيارة، حيث تتميز بتوجيه إلكتروني محسّن جديد لتحقيق قدرة فائقة على التحكم في سرعة عالية، ونظام تعليق دفع مغناطيسي للتحكم الفائق، وتحسينات الهيكل لزيادة الصلابة {Cverall SV LP750-4's C-100 كم / ساعة  -62 ميلاً في الساعة تم تقليل وقت التسارع من 2.9 ثانية إلى 2.8 ثانية، مع بقاء السرعة القصوى النظرية «في مكان ما في exceSs» 350 كم / ساعة (217 ميلاً في الساعة). بدأ تسليم السيارة في الربع الثاني من عام 2015 مع انخفاض الإنتاج  لو 600 وحدة 2 | 33 | سجلت الطريق والمسار 0-241 كم / س (0-150 ميل / س) وقت 12.8 ثانية، 0-322 كم / س (0- من 33 5 ثوان، 0- 14 ميل (  402 م) سرعة مصيدة 227 4 كم / ساعة (141 3 ميل في الساعة) في 200 ميل في الساعة) مارس 2015 0-322 كم / ساعة (0-200 ميل في الساعة).34 انتهى إنتاج Aventador SuperVeloce LP 750-1 في يوليو  2017 مع آخر سيارة منتهية في وظيفة طلاء IC من المعدن الفضي السائل bcspoke.

### أفينتادور سوبرفيلوس LP 750-4 رودستر (2016-2017)
Aventador SuperVeloce LP 750-4 Roadster (2016-2017) تم الكشف عن Larmborghini Aventador SuperVelcce LP 750-4 Roads ter في معرض Pcbble Beach Concours d'Elegance لعام 2015.  تتميز I1 بسطح صلب مضغوط مكون من قطعتين من ألياف carhon يمكن تخزينه في صندوق السيارة مثل سيارة الرودستر القياسية، وقد خفضت العديد من إجراءات توفير الوزن وزن الطرق إلى 1575 كجم (3172 رطلاً).  رقم يجعلها أكثر خفة بمقدار 50 كجم (110 ب) من سيارة رودستر القياسية.3] بدأت منتجات Deli verics في الربع الأول من عام 2016، وكان الإنتاج مقتصرًا على 500 وحدة 1371.

## نسخ خاصة

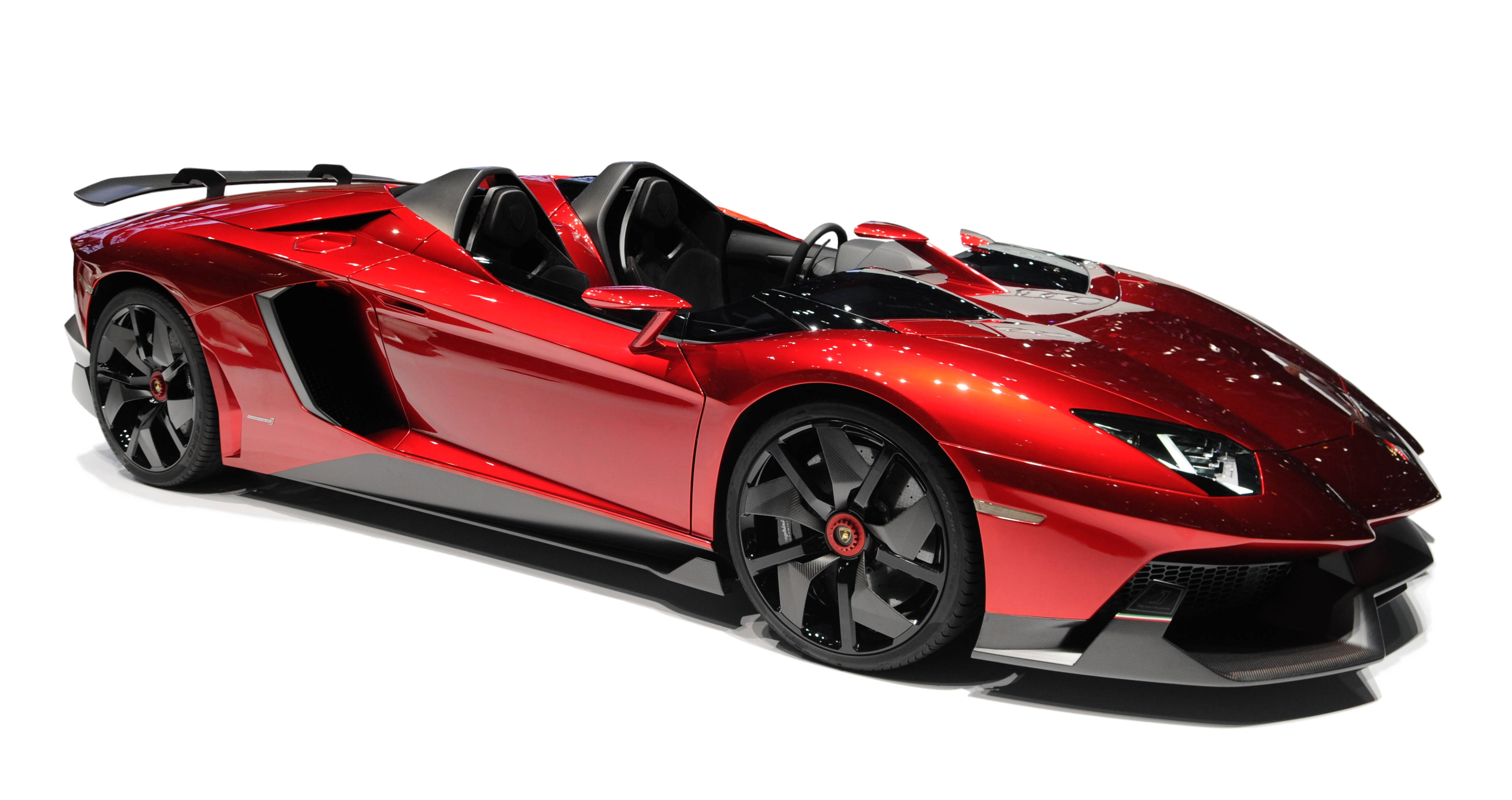
لامبورغيني أفينتادور جي

### أفينتادور ج
بعد ستة أشهر من الكشف عن أفينتادور سربت وكالة حماية البيئة الأمريكية خططًا لنسخة رودستر بعد أن أدرجت النموذج في ورقة بيانات على موقعها على الإنترنت. وكشفت لامبورغيني رسميًا عن أفينتادور J للعالم في معرض جنيف للسيارات 2012. وتستخدم السيارة الاختبارية بارشيتا بدون سقف وبدون نوافذ نفس محرك V12 مثل أفينتادور القياسية، وتنتج 700 حصان (690 حصان، 515 كيلوواط) مع ناقل الحركة أحادي القابض كما هو الحال في الكوبيه القياسية. لا تحتوي السيارة على مكيف هواء أو راديو لتوفير وزن إضافي يبلغ إجماليه 3472 رطلاً (1575 كجم). وكانت السيارة التي تم تقديمها في معرض جنيف هي النسخة الوحيدة التي تم إنتاجها وبيعت مقابل 2.8 مليون دولار أمريكي. يُعتقد أن التعيين J جاء من الملحق J في كتاب قواعد الاتحاد الدولي للسيارات الذي يصف المواصفات الفنية لسيارات السباق. ومع ذلك خلال مقابلة مع المصمم فيليبو بيريني تم الكشف عن أن 'J' تعني في الواقع Jota، في إشارة إلى سيارة لامبورغيني ميورا جوتا لمرة واحدة في السبعينيات، والتي تتوافق أيضًا مع الملحق J الخاصة بالاتحاد الدولي للسيارات.

### أفينتادور دريملاينر إيديشن (2012)
لامبورغيني أفينتادور دريملاينر إديشن هي نسخة من أفينتادور LP 700-4 كوبيه مع نظام ألوان أزرق وأبيض للهيكل من بوينج 787 دريملاينر وعجلات سوداء اللون. وتم الكشف عن السيارة في قمة موردي الفضاء والدفاع 2012.

### أفينتادور أل بي 720-4 50º أنيفرساريو (2013)

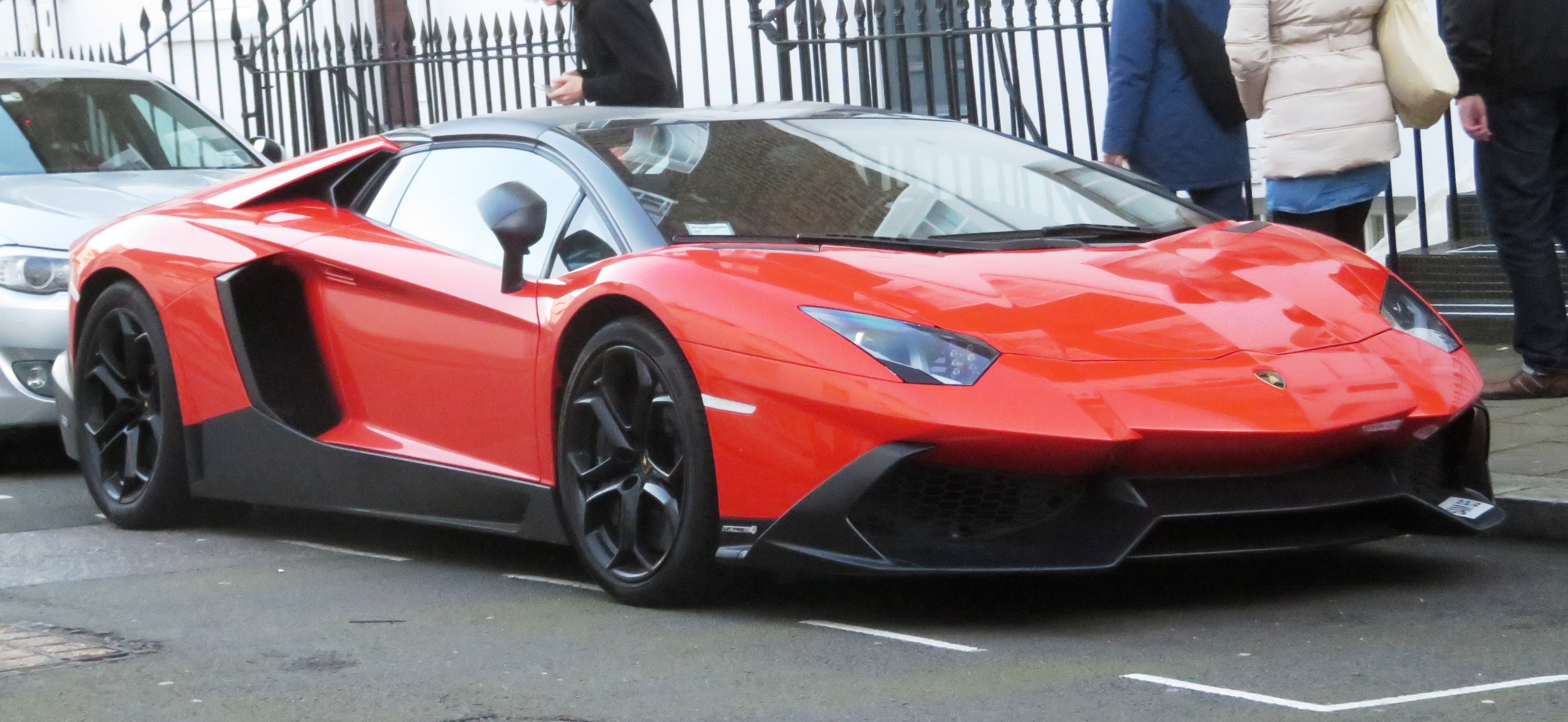
لامبورغيني أفينتادور أل بي 720-4 50º أنيفرساريو رودستر

أفينتادور أل بي 720-4 50º أنيفرساريو هي نسخة محدودة (200 وحدة - 100 كوبيه و100 رودستر) من أفينتادور أل بي 700-4 احتفالاً بالذكرى الخمسين لسيارات أوتوموبيلي لامبورغيني. وقد تضمنت زيادة قوة المحرك إلى 720 حصانًا (530 كيلوواط؛ 710 حصانًا) من خلال معايرة محرك محددة جديدة، ومآخذ هواء أمامية موسعة وممتدة، وموزع ديناميكي هوائي، ورفوف صغيرة مثبتة على الجانبين، ونهاية خلفية جديدة تتميز بمشتت موسع وشبكة ممتدة تعمل على تحسين تهوية حجرة المحرك بشكل أكبر، ولون هيكل جيالو ماجيو الحصري (إيطالي لـ «أصفر مايو») يتميز بطلاء أصفر لامع مع طبقة من الجزيئات الشفافة والعاكسة للغاية أمامية وخلفية وعتبات بتصميم بلونين (جيالو ماجيو وأسود غير لامع)، تنجيد داخلي من الجلد شبه الأنيلين بلون نيرو أدي (أسود) مع تيرا إميليا (اختياري جيالو كويركوس (أصفر) بنمط غرزة كيو سيتورا ألماسية، وشعار الذكرى الخمسين مصنوع من ألياف الكربون المركبة المزورة.
تم الكشف عن الكوبيه في معرض شنغهاي للسيارات 2013.
تم الكشف عن السيارة رودستر في ملتقى طائر السمان لرياضة السيارات (Quail Motorsports) لعام 2013.

### مركبة مطار أفينتادور (2013)
صُنعت سيارة مطار أفينتادور لمطار بولونيا وتتميز بجسمها باللون الأبيض، وشارات العلم الأحمر والأبيض على الجانبين، وشريط ضوئي على السقف وعبارة "FOLLOW ME" مكتوبة على غطاء المحرك، استنادًا إلى أفينتادور LP700-4.
تم الكشف عن السيارة في مطار بولونيا بين 6 مايو 2013 و19 مايو 2013 واستخدمت لتوجيه الطائرات حول المطار. كما تم استخدامه في مطار هيثرو بلندن كمركبة مطار ليوم واحد.

### فينينو
لامبورغيني فينينو هي سيارة خارقة محدودة التشغيل لمرة واحدة تعتمد على أفينتادور LP700-4. وقد تم تطوير فينينو للاحتفال بالذكرى الخمسين لتأسيس لامبورغيني. وتم تقديمها في معرض جنيف للسيارات 2013. عند طرحها كان سعرها 4,000,000 دولار أمريكي، مما يجعلها واحدة من أغلى السيارات المنتجة في العالم. وبمحرك V12 سعة 6.5 لتر الذي يعمل بسحب الهواء الطبيعي ويولد قوة تبلغ 552 كيلوواط (740 حصان، 750 حصان) عند 8400 دورة في الدقيقة و690 نيوتن متر (509 أرطال قدم) من عزم الدوران عند 5500 دورة في الدقيقة. تم تحقيق الزيادة في القوة من خلال توسيع مداخل الهواء وتعديل نظام العادم. قامت أمبورغيني ببناء خمسة نماذج فقط من فينينو كوبيه (Veneno Coupé) إحداها لاختبار المصنع (أطلق عليه اسم Car Zero)، والآخرى تم الاحتفاظ بها للمصنع، وثلاث سيارات للعملاء، وكلها تم تخصيصها وفقًا لمواصفات العميل. بالإضافة إلى الكوبيه تم إنتاج تسع وحدات فقط من رودستر والتي تم بيعها جميعًا.

### أفينتادور بيريلي نسخة (2014)
تم الإعلان عن لامبورغيني أفينتادور أل بي 700-4 إصدار بيريللي في ديسمبر 2014. وذلك احتفالًا بمرور 50 عامًا على ارتباط لامبورغيني وبيريللي، فهي تتميز بتصميم ولون يحاكي إطار بيريللي مع شريط أحمر رفيع يمتد عبر السقف.

### سينتيناريو
لامبورغيني سينتيناريو هي سيارة خارقة صنعت مرة واحدة، تعتمد على أفينتادور أس في V. تم كشف النقاب عن سينتيناريو كوبيه ورودستر في معرض جنيف الدولي للسيارات 2016 للاحتفال بالعيد ميلاد الـ100 لمؤسس الشركة فيروتشيو لامبورغيني. تأتي القوة من نسخة مضبوطة من محرك V12 بسعة 6.5 ليتر يعمل بسحب الهواء الطبيعي من أفينتادور أس في، يولد الآن 574 كيلووات (770 حصان (hp)، 781 حصانًا (PS)) عند 8500 دورة في الدقيقة و690 نيوتن متر (509 أرطال قدم) من عزم الدوران عند 5500 دورة في الدقيقة، وبالتالي زادت القوة فوق أفينتادور SV بمقدار 15 كيلو واط (20 حصان؛ 20 حصانًا). وتتميز سينتيناريو أيضًا بتخفيض طفيف في الوزن مقارنةً بـ أفينتادور أس في بمقدار 5 كجم (11 رطلاً). ويتزاوج المحرك مع نفس علبة التروس اليدوية آي أس آر ذات 7 سرعات المستخدمة في أفينتادور أس في مع نظام الدفع الرباعي الذي طورته هالديكس. ويحتوي نظام التوجيه المعزز على دورتين من القفل إلى القفل. ونظام التعليق هو تصميم قضيب الدفع. تم إنتاج ما مجموعه 40 سيارة (نصفها كوبيه ونصفها الآخرون للطريق)، تم بيعها جميعًا بالفعل عبر دعوة عملاء محددين.

### أس سي 18 ألستون

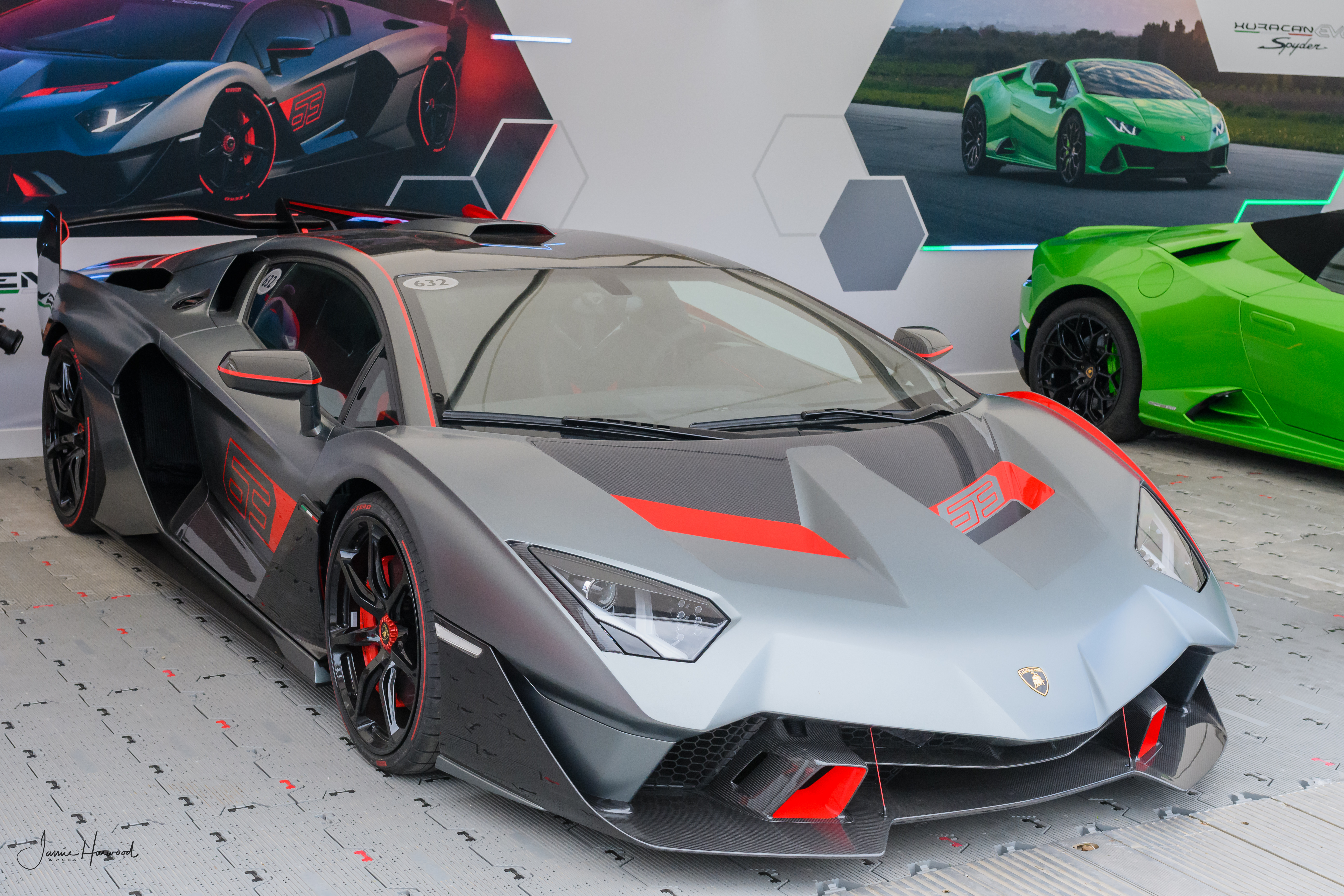
أس سي C18 ألستون

تم طرح أس سي C18 ألستون في نوفمبر 2018 وهي عبارة عن مركبة تركز على المضمار لمرة واحدة تم إنشاؤها للعميل بالتعاون الوثيق مع قسم رياضة السيارات في لامبورغيني سكوادرا كورس. استنادًا إلى أفينتادور أس في جي تشتمل أس سي C18 ألستون على عناصر ديناميكية هوائية مأخوذة من هوراكان جي تي 3 وهوراكان سوبر تروفيو EVO. وتشمل الميزات الرئيسية للسيارة جناحًا خلفيًا كبيرًا من ألياف الكربون قابل للتعديل، ومآخذ هواء أمامية على غطاء المحرك مأخوذة من هوراكان جي تي 3، وعجلات جديدة شبيهة بفينينو تم إنشاؤها خصيصًا للسيارة، ونظام عادم لمرة واحدة جنبًا إلى جنب مع المصابيح الخلفية من سينتيناريو، والرفارف الخلفية ومجارف غطاء المحرك والزعنفة المركزية من هوراكان سوبر تروفيو إيفو، ومصد أمامي جديد. وكل هذه التغييرات تمنح السيارة 770 حصانًا (781 حصانًا) وعزم دوران 720 نانومتر (531 رطل قدم). وتظل المكونات الميكانيكية وقطار القيادة كما هي في السيارة المانحة.

### سيان أف كي بي 37
تعتبر لامبورغيني سيان FKP 37 سيارة خارقة لمرة واحدة وأول سيارة هجينة تصنعها لامبورغيني تكريمًا للراحل فرديناند كارل بيش (الذي تنقش الأحرف الأولى منه في اسم السيارة)، وعام ميلاده 1937 (آخر رقمين يكونان اسم السيارة أيضًا).

### أس في جي 63 رودستر
SVJ 63 رودستر هي نسخة خاصة من أفينتادور SVJ، تم الكشف عنها في أسبوع مونتيري للسيارات في أغسطس 2019.

### أس في جي رودستر إصدار زاجو
تم الكشف عن أس في جي رودستر نسخة زاجو في 17 يوليو 2020 لعملاء الإصدار الافتراضي الذي تم إنشاؤه حديثًا من استوديو الشخص الإعلاني (Ad Personam)، استنادًا إلى طراز أس في جي رودستر القياسي.
إيسينزا أس سي في 12
إن لامبورغيني إسينزا SCV12 هي سيارة خارقة ليوم واحد من تصميم لامبورغيني بالتعاون الوثيق مع قسم رياضة السيارات سكوادرا كورس، وتتميز بتصميم وديناميكا هوائية مستوحاة من نماذج السباقات، تم تطويرها للاستخدام الحصري على حلبات السباق.

### أس سي 20
في ديسمبر 2020 طرحت لامبورغيني SC20، وهي سيارة تركز على المسار لمرة واحدة تم إنشاؤها للعميل بالتعاون الوثيق مع قسم رياضة السيارات في لامبورغيني سكوادرا كورس. تستخدم نفس محرك أفينتادور أس في جي أل بي 770-4. لا تحتوي على زجاج أمامي ولكنها قانونية على الطريق وأضواءها الخلفية تشبه تلك الموجودة في السيان أف كي بي 37.

## استقبال السيارة

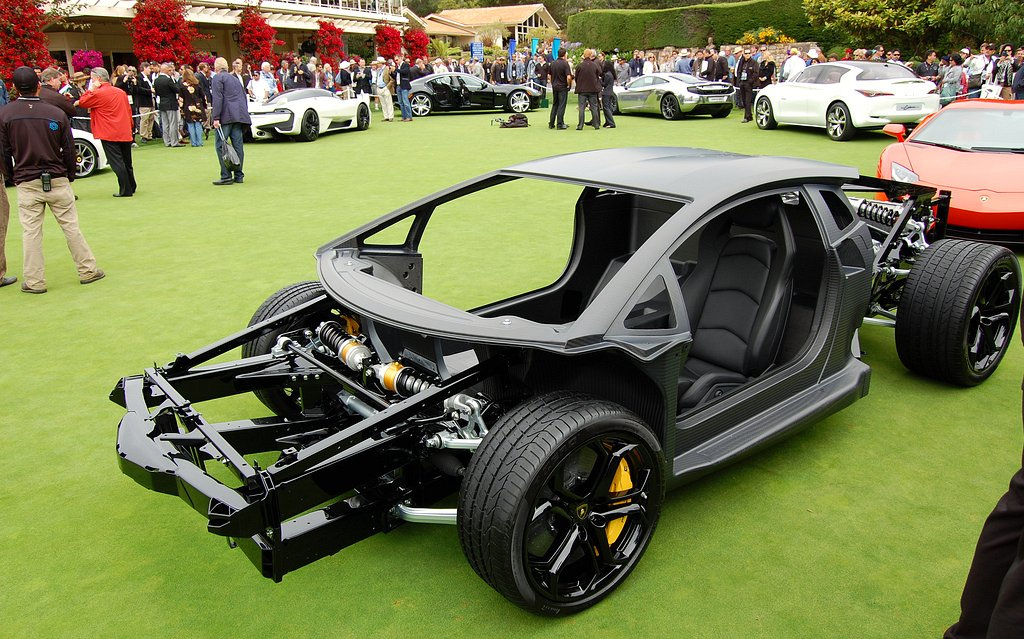
هيكل من قطعة واحدة كما هو مستخدم في أفينتادور LP700-4

استعرضت مجلات السيارات مثل السيارة والسائق (Car and Driver) والموتور تريند (Motor Trend) سيارة أفينتادور. السيارة والسائق كان مقالها بعنوان «أفضل لامبورغيني على الإطلاق». ووصفتها موتور تريند بأنها «السيارة الخارقة V12 الأكثر صداقة في العالم». فقد أُشيد بمحرك لامبورغيني V12 الجديد كليًا والذي يركز على استجابة المحرك وعزم الدوران وخرج الطاقة السلس. وتركزت الانتقادات بشكل رئيسي حول القابض أحادي القرص غير المكرر في أفينتادور.
في 31 يوليو 2011 تمت مراجعة الأفينتادور من قبل معرض رياضة السيارات توب جير. وقد أعجب المضيف ريتشارد هاموند بأداء السيارة والتعامل معها. كانت شكواه الأكبر هي الوخز بالحنين للماضي إلى مزاج أفينتادور الذي يسهل الوصول إليه، مما يعني أنه تركه يتوق إلى «الخطر» المرتبط بقيادة سيارات لامبورغيني الخارقة السابقة. وقد سجلت أفينتادور خامس أسرع وقت تم تسجيله على الإطلاق على حلبة الاختبار لبرنامج توب جير (Top Gear test track) بزمن قدره 1: 16.5، متغلبةً بذلك على سيارات بوجاتي فيرون سوبر سبورت التي تبلغ قيمتها 2 مليون دولار أمريكي، وفيراري إنزو، وبورشه 911 جي تي 3، وغيرها من السيارات الخارقة من جميع أنحاء العالم. وفي الموسم الثامن عشر من البرنامج قال مقدم البرنامج جيريمي كلاركسون إن أفينتادور أفضل من فيراري 458 إيطاليا (التي أطلقوا عليها سابقًا أفضل سيارة خارقة على الإطلاق)، واصفًا إياها بأنها «أحلام بقيمة 200 ألف جنيه إسترليني». وقد فازت أفينتادور بـ «السيارة الخارقة لعام 2011» من مجلة توب جير. واستعرض هاموند لاحقًا سيارة أفينتادور رودستر في جزء من 50 عامًا من لامبورغيني.

## تسويق السيارة
أنتج روبرت غولبن من آر جي إي روبرت غولبن جي أم بي أتش للهندسة (RGE Robert Gülpen Engineering GmbH) نموذجًا بمقياس 1/8 أفينتادور LP 700-4 تم بيعه من خلال مزاد في ديسمبر 2011 بسعر يبدأ من 4,700,000 دولار أمريكي (3,500,000 يورو). ومن المقرر طرح نموذج ثان يتميز بغلاف ذهبي على الهيكل، للبيع في مزاد بسعر يبدأ من 7500000 دولار أمريكي.
أنتجت بي أم سي سويسرا (BMC Switzerland) إصدارًا محدودًا (50 وحدة) من دراجات لامبورغيني للذكرى الخمسين، وهي مستوحاة من لامبورغيني أفينتادور. وتبلغ تكلفة كل دراجة 32000 دولار أمريكي (25000 يورو) عبر شبكة وكلاء بي إم سي الدولية أو شبكة وكلاء لامبورغيني، ويتم التسليم من قبل الوكيل.

## الإنتاج
تم بناء أول 1000 سيارة أفينتادور في 15 شهرًا.
| السنة   | الوحدات              | كوبيه (Coupé) | رودستر (Roadster) |
| ------- | -------------------- | ------------- | ----------------- |
| 2011    | 447                  | 447           | –                 |
| 2012    | 976 (922 توصيلة)     | 958           | 18                |
| 2013    | 1,113 (1,001 توصيلة) | 710           | 403               |
| 2014    | 1,110 (1,128 توصيلة) | 456           | 654               |
| 2015    | 1,079 (1,003 توصيلة) | 666           | 413               |
| 2016    | 1,160                | 587           | 573               |
| 2017    | 1,286                | 1,008         | 278               |
| 2018    | 1,216                | 578           | 638               |
| 2019    | 1,005                | 786           | 219               |
| المجموع | 9,392                |               |                   |